# In Polnowat am Ob
In Polnowat am Ob ist ein Dokumentarfilm des DEFA-Studios für Dokumentarfilme im Auftrag des Fernsehens der DDR von Karlheinz Mund aus dem Jahr 1988.

## Handlung
Der Film beginnt mit dem virtuosen Spiel des einheimischen Künstlers Artjom G. Grischkin auf einem nachgebauten alten Volksmusikinstrument. Mit der Musik wird der Weg auf dem Ob nach Polnowat untermalt, den der antifaschistische deutsche Gelehrte Wolfgang Steinitz 1935 als Professor für Finnougristik des Leningrader Instituts für Nordvölker zurücklegte. Im Auftrag der jungen Sowjetmacht sollte er im Exil sprachkundliche Untersuchungen bei der kleinen finno-ugrischen Volksgruppe der Chanten und Mansen durchführen, um ihnen bei der Entwicklung ihrer Literatur- und Schriftsprache helfen zu können. Sein Expeditionstagebuch, sowie die etwa 160 Fotos waren für den Filmemacher Karlheinz Mund Anlass, sich auf die Wege von Wolfgang Steinitz zu begeben und dort nach Spuren dieser Forschungen zu suchen.
Später, als die Fotos im Vergleich mit Aufnahmen der heutigen Zeit gezeigt werden, bekommt Artjom Grischkin noch Unterstützung von einer alten Frau, die eine Maultrommel spielt. Die Russische Sprache ist die vorherrschende Sprache. Das begann bereits etwa 1935, als sich vermehrt andere Völker z. B. Russen und Ukrainer in dieser Gegend ansiedelten. Die historischen Sprachen werden nur noch zu Hause gesprochen. Trotzdem gibt es noch einige Einheimische, die die traditionellen Kulturen auf allen Gebieten pflegen, deren Beispiele einen großen Teil des Films einnehmen.
Interessant ist es zu beobachten, dass mehrere ältere Bürger auf den alten Fotos von Wolfgang Steinitz ihre Angehörigen erkennen.

## Produktion und Veröffentlichung
In Polnowat am Ob mit dem Untertitel Erinnerung an Prof. Wolfgang Steinitz (1905–1967) wurde von der KAG document auf ORWO-Color, mit vielen Schwarzweiß-Fotografien von Wolfgang Steinitz, im Auftrag des Fernsehens der DDR gedreht. Der Kommentar wurde von Wolfgang Thierse geschrieben. Die Dramaturgie lag in den Händen von Jochen Denzler.
Die erste nachweisbare Ausstrahlung fand am 9. Februar 1988 im 1. Programm des Fernsehens der DDR statt. Die erste Vorstellung auf großer Leinwand erfolgte am 12. Mai 1988 in der Reihe Angebote im Berliner Kino Babylon.

## Kritik
Ursula Eichelberger äußerte sich im Neuen Deutschland folgendermaßen:

„Die Filmschöpfer geben (dabei) interessante Einblicke in die geistige und soziale Entwicklung kleiner Völkerschaften im multinationalen Sowjetstaat. Wünschenswert wäre es allerdings gewesen, Leben und Werk des großen Wissenschaftlers Steinitz, der noch lange Jahre in unserer Republik wirkte, etwas ausführlicher darzustellen, denn vielen Jüngeren ist er leider kaum noch ein Begriff.“